# Джеймс Арнольд Тейлор
Джеймс Арнольд Тейлор (англ. James Arnold Taylor) — американський актор озвучування. Вважається офіційним «аудіодублером» Юена Макгрегора, є голосом Обі-Ван Кенобі як в двомірному анімаційному міні-серіалі «Війни клонів», так і в тривимірному анімаційному фільмі і серіалі «Війни клонів», а так само в декількох іграх по «Зоряним війнам».

## Біографія
Джеймс Арнольд Тейлор народився 22 липня 1969 року.
Брав участь у написанні сценарію до фільму The Comedy Team of Pete & James (2001).
Брав участь в зйомках і озвучуванні фільмів: Коти проти Собак: Помста Кітті Галор (2010), Діккі Робертс: Зіркова дитина (2003), Книга коміксів (2004) і ін., Серіалів: Король Квінса (1998—2007), Нічне шоу з Джей Лено (1992—2013), Celebrity Deathmatch (2006) і ін., персонажів в мультфільмах: Зоряні війни: Зоряні війни: Війни клонів (2008), Бетмен: Відвага і сміливість (2008—2011), Ніч в супермаркеті (2012) і ін., ігор: Enter the Matrix (2003), Transformers: Revenge of the Fallen (2009), James Bond 007: Everything or Nothing (2003) і ін.
Виконував функції продюсера фільмів: The Comedy Team of Pete & James (2001), X-treme Weekend (2008), The Audition (2008).